# Giuseppe Torelli (mathematicien)
Giuseppe Torelli, né le 3 novembre 1721 à Vérone et mort dans cette même ville le 18 août 1781, est un philologue et mathématicien italien.

## Biographie
Giuseppe Torelli était fils d’un négociant de Vérone, où il naquit en 1721. Il étudia d’abord chez les frères Pietro et Girolamo Ballerini, comme s’il avait dû embrasser l’état ecclésiastique ; mais envoyé à l’université de Padoue, il y fit son cours de droit et s’exerça dans les langues savantes. Décoré du bonnet de docteur, il revint dans sa patrie, où, plongé dans l’étude, il ne voulut accepter aucune charge publique. Ses connaissances plus variées que profondes le mettaient en rapport avec des savants, des littérateurs et des artistes. Il traduisait Plaute, jugeait le Dante, expliquait les antiquités de Vérone, cultivait les mathématiques, achetait des tableaux, classait des médailles. Il avait aussi rassemblé les matériaux pour la vie de Scipione Maffei, qu’il n’a point publiée, et une collection de livres précieux, dont hérita le chapitre de Vérone. Il entreprit un grand travail sur Archimède, dont l’édition posthume parut à Oxford, en 1792. Il a épuré le texte de la première, exécutée à Bâle, en 1544, et mécontent des versions latines de Gérard de Crémone et de Federico Commandino, il en a donné une nouvelle traduction qu’il a enrichie des commentaires d’Eutocius, de plusieurs de ses observations et d’une notice sur Archimède. Cette édition, la plus complète que l’on possède de cet ancien géomètre, fait suite à l’Euclide de Gregory, et à l’Apollonius de Halley. Torelli mourut à Vérone, le 18 août 1781.

## Œuvres
- Somnium Jacobi Pindemontii, Padoue, 1743, in-8°. C’est un discours académique sur la prééminence des lettres ou des armes.
- Animadversiones in hebraïcum Exodi librum et in græcam LXX interpretationem, Vérone, 1774, in-8°. On lui répondit par l’ouvrage suivant : Risposta del P. Carmeli ad una lettera, in cui gli viene domandato il suo sentimento sopra un'opera nuovamente uscita in Verona, Padoue, 1744, in-8° ;
- De principe gulæ incommodo, ejusque remedio, Cologne (Vérone), 1744, in-12. Dialogue satirique contre les casuistes.
- Traduzioni poetiche, o sia tentativi per ben tradurre in verso, Vérone, 1746, in-8° ;
- De rota sub aquis circumacta, ibid., 1747, in-8°. Projet d’une nouvelle machine hydraulique, exposé dans une lettre à Poleni.
- Traduzione de’ due primi libri dell'Eneide, ibid., 1749, in-8° ;
- Lettera al marchese Maffei, sopra un’antica iscrizione greca, ibid., 1750, in-8° ;
- Scala de’ meriti a capo d’anno, trattato geometrico, ibid., 1751, in-8°. L’auteur essaye de représenter par une courbe la progression des intérêts d’un capital quelconque.
- De nihilo geometrico libri II, ibid., 1758, in -8° ;
- Geometrica, ibid., 1769, in-8°. Ces deux ouvrages ont pour but d’établir la supériorité de la géométrie des anciens sur le calcul infinitésimal des modernes.
- Lettera sulla denominazione del corrente anno, ibid., 1760, in-8° ;
- Lettera intorno a due passi del Purgatorio di Dante, ibid., 1760, in-8° ;
- Il Pseudolo, commedia di Plauto, con alcuni idilli di Teocrito e di Mosco, Firenze, 1765, in-8° ;
- Inno a Maria Vergine, Vérone, 1766, in-8° ;
- Lettera a miladi Vaing-Reit, etc., ibid., 1767, in-8° ;
- De probabili vita morumque regula, Cologne ( Vérone), 1774, in-12 ;
- Demonstratio antiqui theorematis de motuum commixtione, Vérone, 1774, in-8° ;
- Elegia sopra un cimitero campestre, traduit de l’anglais de Thomas Gray, ibid., 1776, in-8° ;
- Poemetto di Catullo intorno alle nozze di Teti e di Peleo, traduit du latin, ibid., 1781, in-8° ;
- Lettera sopra Dante contro Voltaire, ibid., 1781, in-8° ;
- Lettera all'autore delle Virgiliane (Bettinelli), di P. Paladinozzo di Montegrilti (Torelli), ibid., 1787, in-8° ;
- Elementorum prospectives libri II , ibid., 1788, in-4°. Ouvrage posthume, publié par G. B. Bertolini.
- Archimedis quæ supersunt omnia cum Eutocii Ascalonitæ commentariis, cum nova versione latina, etc., Oxford, 1792, in-fol. ;
- Poesie, con alcune prose latine, Vérone, 1795, in-8°.